# اتاق‌لی
اتاق‌لی (ترکی آذربایجانی: Otaqlı) یک منطقه مسکونی در جمهوری آرتساخ است که در استان شاهومیان واقع شده است.